# Coupling – Wer mit wem?
Coupling – Wer mit wem? ist eine britische Sitcom von Steven Moffat, die im Dezember 2000 auf BBC Two Premiere feierte und 2004 nach vier Staffeln eingestellt wurde. Die Serie zeigt die skurrilen Alltagserlebnisse von sechs befreundeten Mittdreißigern. Dabei liegt der thematische Fokus auf sexuellen Themen: Häufige Motive sind Dates, sexuelle Abenteuer, Geschlechterrollen, sexuelle Obsessionen oder Pornographie.
Autor Steven Moffat lehnte die Handlung der Serie an seine persönlichen Erlebnisse an: Die Charaktere Steve und Susan sind ihm und seiner Frau Sue Vertue, die auch als Produzentin der Serie fungiert, nachempfunden.
In Deutschland strahlte der Fernsehsender ProSieben die Staffeln 1 bis 3 aus. 2005 übernahm der private Kindersender NICK unter dem Namen NICK Comedy die Serie (inklusive der 4. Staffel) und zeigte sie, bis Frühjahr 2006, in wöchentlicher Rotation. Ab 15. Januar 2007 wurde die Serie bis 7. September 2008 auf Comedy Central wiederholt. Seit dem 28. Juni 2016 strahlt Einsfestival Wiederholungen der Serie aus.
Coupling erhielt in Großbritannien überwiegend positive Kritiken. Der Journalist Mark Lawson vom The Guardian lobte Moffats Drehbuch. Vor allem gefiel ihm die Episode The Girl with Two Breasts wegen seiner „erstaunlichen Originalität“. Der Daily Record nannte die Show „direkt und lustig“. The Independent lobte die Kreativität und Originalität der Serie.
Die Serie wurde nach Israel, Kanada, Ungarn, Australien, Neuseeland, Deutschland, Schweden, Portugal, die Beneluxländern, Kenia, die Türkei und Lateinamerika verkauft.
Nach einem schlechten Start erzielten die folgenden Teile akzeptable Einschaltquoten. Eine 2003 für den amerikanischen Markt produzierte Fassung der Serie wurde bereits nach vier von elf Folgen eingestellt. Die wortgetreue Kopie des britischen Originals war lediglich den Erfordernissen des amerikanischen Werbeumfelds angepasst, was beim Publikum auf wenig Begeisterung stieß. Das Scheitern von Coupling in den Vereinigten Staaten ist auch darauf zurückzuführen, dass die Serie schon vor dem Start in die Kritik konservativer Kräfte geriet, die die Thematisierung sexueller Inhalte im Fernsehen ablehnten.
Als Titelmelodie wurde Perhaps, Perhaps, Perhaps, gesungen von Mari Wilson, verwendet.

## Charaktere

### Hauptcharaktere
Steve Taylor:
Er ist der Freund von Susan und Ex-Freund von Jane. Steve ist bekannt dafür, die falschen Dinge zur falschen Zeit zu sagen. Er meint es zwar immer nur gut, verliert aber häufig die Kontrolle und gerät dadurch in die komischsten Situationen. Außerdem kann sich Steve an einem ihm wichtigen Thema festbeißen und beispielsweise minutenlang inbrünstig über die Bedeutung von Toilettentürschlössern referieren oder eine flammende Rede über den weiblichen Po halten. Sein Beruf wird in der Serie nicht erwähnt, aber in einem DVD-Kommentar deutet Steven Moffat an, dass Steve Autor ist.
Jeff Murdock: (Staffeln 1–3)
Er ist der beste Freund von Steve und Arbeitskollege von Susan. Jeff kennt sich eher theoretisch mit den Frauen und der Sexualität aus und ist ziemlich nervös, wenn er tatsächlich mit Frauen spricht. Seine andauernde sexuelle Frustration, seine urkomischen und peinlichen Geschichten und seine Gedanken über Frauen und Sex sind ein Schwerpunkt der Serie. Wegen seiner Nervosität erzählt er häufig schwachsinnige Geschichten, um nicht als Sonderling dazustehen, was aber oft genau dies bewirkt. Er kommt mit seiner ebenfalls sehr nervösen Chefin Julia zusammen. In der Beziehung legt er seine Nervosität ab und kommt aus sich heraus, beide Leben auch Fetische aus. In der vierten Staffel tritt er nicht auf, da er euphorisch nach Lesbos gereist ist, nachdem er von der Existenz einer Insel mit diesem Namen erfahren hat. Dennoch telefonieren die übrigen mit ihm und er erscheint Steve in der letzten Folge in einem Traum, allerdings in einem Frauenkörper.
Patrick Maitland:
Er ist der Ex-Freund von Susan und in Staffel 4 mit Sally zusammen, am Ende stellt sich auch heraus, dass er auch eine mehrwöchige Affäre mit Jane hatte. Patrick hat nur eins im Kopf: Sex mit möglichst vielen Frauen. Wenn es um das Thema Frauen geht, setzt sein Verstand aus, aber er hat trotzdem keine Probleme, sie zu erobern. Wegen seiner Penisgröße hat er von Susan die Spitznamen „Esel“ und „Dreibein“ bekommen, die das Interesse von Sally geweckt haben, als die beiden ihre Affäre beendet hatten. Trotz seiner Penisgröße ist er ein schlechter Liebhaber, wie Jane ihm auf einem Video attestiert. Er filmt gerne den Sex mit den Frauen, mit denen er eine Affäre oder Beziehung hat und bewahrt diese Videos in seinem „Schrank der Liebe“ auf. In der dritten Staffel stellt sich heraus, dass er ursprünglich nicht an Susan, sondern Sally interessiert war und die beiden kommen zusammen, nachdem das Interesse in Staffel 1 nachgelassen zu haben schien. Am Ende der vierten Staffel macht er Sally einen Heiratsantrag.
Susan Walker:
Susan ist eine Arbeitskollegin von Jeff, die Freundin von Steve und hatte eine Affäre mit Patrick. Sie war sehr überrascht, als dieser Schluss machen wollte, da sie es nicht als Beziehung betrachtet hat und kommt kurz darauf mit Steve zusammen. Mit Jeff war sie früher einmal aus, aber seine Nervosität führte dazu, dass sie nur Freunde wurden. Sie hatte sehr viele Beziehungen und Affären mit Männern, insbesondere während eines Aufenthaltes in Australien. Sie spricht fließend Französisch, was sie auch beruflich nutzt, außerdem ist sie auch mit ihrer Chefin Julia befreundet. Die häufig stereotypen Beziehungsprobleme zwischen ihr und Steve sind der Mittelpunkt der Handlung der Serie. Am Ende der dritten Staffel stellt sich heraus, dass sie schwanger von Steve ist. Die Schwangerschaft steht im Mittelpunkt der letzten Staffel, die mit der Geburt des Kindes endet.
Sally Harper:
Sie ist die beste Freundin von Susan und in der vierten Staffel die Freundin von Patrick. Sally besitzt einen eigenen Schönheitssalon und ist besessen von ihrem eigenen Aussehen. Sie macht sich oft Sorgen wegen des Alterns, insbesondere wenn sie Alkohol trinkt. Ihr Hintern ist ihr größter Feind, und es sieht so aus, als wäre sie wegen ihrer Komplexe unfähig, eine normale Beziehung zu führen. Sie ist sehr eifersüchtig auf Frauen, die eine Beziehung haben.
Jane Christie:
Jane war 4 Jahre mit Steve zusammen, doch er beendet in der ersten Folge die Beziehung. Sie arbeitet bei einem lokalen Radiosender und macht die Verkehrsberichterstattung. Jane ist sehr egoistisch und hat häufig Probleme mit Männern, wenn sie ihr Interesse nicht teilen. Zwar geht sie sehr forsch und hemmungslos auf die Objekte ihrer Begierde zu, hatte aber nach Steve keine längerfristige Beziehung. Männer, die sie nicht interessieren, weist sie scharf zurück, was auf diese und andere negativ wirkt. Bisweilen treibt sie ihre Freunde mit ihren Verrücktheiten fast in den Wahnsinn. Jane gibt vor, bisexuell zu sein, obwohl sie nie mit einer Frau zusammen war. Sie tut vor den übrigen so, als sei ihre ehemalige Therapeutin ihre lesbische Freundin. Susan glaubt, dass sie damit nur versucht, die Männer zu beeindrucken. Jane geht in jedem Fall mit ihrer Sexualität sehr offen um. Trotzdem scheint sie über die Beziehung mit Steve nicht wirklich hinweg zu sein und hat selbst in der letzten Folge noch Bilder von ihm in ihrer Wohnung.
Oliver Morris: (Staffel 4)
Oliver kommt in Staffel 4 hinzu und geht mit Jane aus. Er arbeitet in einem Sci-Fi-Laden mit dem Namen „Höllenschlund“ und hatte seit mehreren Monaten keine Beziehung mehr. Er lernt Jane über eine Kontaktanzeige kennen und trifft bei der Verabredung auf die übrigen Freunde. Er scheint noch nicht über seine Exfreundin Tamsin hinweg zu sein. Olivers Charakter ähnelt ein wenig dem von Jeff, er hat Probleme damit Frauen anzusprechen, und Angst sich zum Vollidioten zu machen.

### Nebencharaktere
Julia Davis:
Julia (Lou Gish) ist ein Charakter in den Staffeln 2 und 3. Sie arbeitet im Unternehmen von Jeff und Susan in leitender Position. Privat ist sie ziemlich verunsichert und beginnt eine Beziehung mit Jeff, obwohl sie seine Vorgesetzte ist. Ein Exfreund von ihr taucht überraschend wieder auf und sie verlässt Jeff um sich über ihre Gefühle für ihren Ex klar zu werden.
Tamsin:
Tamsin (Olivia Caffrey) ist Olivers Exfreundin. Sie hatte die Beziehung zu Oliver beendet, nachdem es in dieser schon länger keinen Sex gab. Da sie von einem späteren Freund schwanger wird, lernt sie Susan in einem Geburtsvorbereitungskurs kennen. Es stellt sich heraus, dass sie früher auch eine Affäre mit Patrick hatte.
James:
James (Lloyd Owen) ist ein Charakter, der in 3 Folgen der 3. Staffel auftaucht. Er moderiert eine Radiosendung für moderne Christen und ist selbst sehr religiös. Trotz der großen Unterschiede beginnen Jane und er eine Beziehung. Dass er keinen Sex vor der Ehe will, findet Jane entsetzlich. Er hat einen längeren Aufenthalt in Deutschland, in dieser Zeit trifft sich Jane mit mehreren anderen Männern. Dummerweise erwähnt sie diese sexuellen Beziehungen lautstark, als James nach seiner Rückkehr hinter ihr steht.
Jill:
Jill (Elizabeth Marmur) spielt in 2 Folgen der Serie mit. Sie ist Janes – relativ erfolglose – ehemalige Therapeutin. Jane sieht das Ende dieser Therapie nicht ein und ist der Meinung, dass auch sie Jill therapiert. Jane lädt Jill zu einer Feier mit ihren Freunden ein und gibt vor, diese sei ihre lesbische Freundin. Sie hält Patrick für homosexuell, entwickelt aber Interesse an ihm und beide verlassen das Essen gemeinsam. Ihren zweiten Auftritt hat sie in der 4. Staffel, da sie kurzfristig den Geburtsvorbereitungskurs übernimmt, an dem Susan und Tamsin teilnehmen.
Mariella Frostrup: ist eine real existierende Journalistin und Moderatorin, die sich in der Serie dreimal selbst spielt. Steve schwärmt für die Moderatorin und denkt häufig beim Sex an sie. Sally und Jane treffen sie zufällig und vertauschen ihr Handy, um so in Kontakt mit ihr zu kommen, leider stecken sie ihr das Handy von Steve zu und nicht das von Sally, so glaubt Susan, Steve habe eine Affäre mit ihr, als sie live im Fernsehen an sein Telefon geht.

## Besetzung
| Rolle            | Schauspieler    | Synchronsprecher | Staffeln   |
| ---------------- | --------------- | ---------------- | ---------- |
| Jane Christie    | Gina Bellman    | Judith Brandt    | 1, 2, 3, 4 |
| Jeff Murdock     | Richard Coyle   | Andreas Fröhlich | 1, 2, 3    |
| Patrick Maitland | Ben Miles       | David Nathan     | 1, 2, 3, 4 |
| Sally Harper     | Kate Isitt      | Silvia Mißbach   | 1, 2, 3, 4 |
| Steve Taylor     | Jack Davenport  | Peter Flechtner  | 1, 2, 3, 4 |
| Susan Walker     | Sarah Alexander | Debora Weigert   | 1, 2, 3, 4 |
| Oliver Morris    | Richard Mylan   | Oliver Mink      | 4          |

## Künstlerische Umsetzung
Coupling macht von unkonventionellen, formalen Erzähltechniken Gebrauch:
So sind verschiedene Episoden in einer nichtlinearen Struktur gestaltet, bedienen sich Mitteln wie der Split-Screen-Technik oder stellen das Geschehen aus der Perspektive verschiedener Personen dar.
Zudem gibt es sehr viele Anspielungen auf Doctor Who und andere Science-Fiction-Filme und -Serien. Dies geschah jedoch vor der Tätigkeit von Steven Moffat an der Serie Doctor Who, deren Showrunner er später wurde.

## DVD
Nachdem die erste Staffel schon seit 2001 in englischer Sprache verfügbar ist, erschien am 14. Oktober 2005 schließlich die deutsche Fassung. Die zweite Staffel in deutscher und englischer Sprache erschien im Dezember 2005, die dritte Staffel am 16. Februar 2006.
Am 18. Januar 2007 erschien auch die 4. Staffel auf DVD. Herausgeber ist die Firma „Epix“. Seit dem 15. Mai 2009 gibt es auch alle vier Staffeln in einer Gesamtedition.

## Auszeichnungen
- Nominiert
  - 2001: British Comedy Award, Kategorie: Beste Fernsehcomedy (Best TV Comedy)
  - 2004: RTS Television Award, Kategorie: Bestes Licht, Bild und Kamera (Best Lighting, Photography and Camera – Lighting for Multicamera) für Martin Kempton

- Preisträger
  - 2001: Silver Rose, Kategorie: Sitcom, UK
  - 2003: British Comedy Award, Kategorie: Beste Fernsehcomedy (Best TV Comedy)